# Soverzene
Soverzene (venetisch: Soèrden) ist eine norditalienische Gemeinde (comune) mit 359 Einwohnern (Stand 31. Dezember 2023) in der Provinz Belluno in Venetien. Die Gemeinde liegt etwa 10 Kilometer nordöstlich von Belluno am Piave, gehört zur Comunità Montana Cadore Longaronese Zoldo und grenzt unmittelbar an die Region Friaul-Julisch Venetien. Im Gebiet liegt der Lago di Val Gallina.

## Geschichte
1172 wird die Ortschaft erstmals als Soverdinum erwähnt.